# Furuflaten
Furuflaten is een plaats in de Noorse gemeente Lyngen, provincie Troms. Furuflaten telt 269 inwoners (2019) en heeft een oppervlakte van 0,46 km².